# Kladse molen
De Kladse molen was een windmolen in de buurtschap Kladde nabij Lepelstraat, en wel aan Aan de Kladde 24.
Het betrof een ronde stenen molen uit 1851, genaamd Kladse molen of Sint-Jan. Het was een beltmolen die fungeerde als korenmolen. De molen kwam in 1971 op de monumentenlijst, maar dat kon het verval niet tegenhouden. In 1986 werd de molen gedeeltelijk afgebroken. Uiteindelijk werd in 1990 ook de romp afgebroken.

## Externe bron
- Database verdwenen molens